# Muhammad Ali (Ahmadiyya)
Maulana Muhammad Ali (* 1874 in Punjab, Britisch-Indien; † 13. Oktober 1951) war Emir der Ahmadiyya Andschuman Ischat-i-Islam Lahore (AAIIL) von April 1914 bis Oktober 1951.

## Biografie
Er trat der Ahmadiyya-Bewegung im Jahre 1897 bei und weihte sein Leben für den Dienst für diese Bewegung im Jahr 1900.
1902 wurde Maulana Muhammad Ali der Herausgeber der „Review of Religions“, eine der ersten islamischen Journale in Englisch. Als Mirza Ghulam Ahmad 1905 die „Ahmadiyya Anjuman Ishaat-i-Islam“ begründete (eine Organisation, um die Ahmadiyya-Bewegung zu führen), benannte er Maulana Muhammad Ali als den Sekretär seines Exekutivrates (Amla).
Im März 1914, als Hakim Nuur ud-Din, Khalifat ul-Massih I., starb, wurde Mirza Baschir ud-Din Mahmud Ahmad, der Sohn Mirza Ghulam Ahmads, sein Nachfolger. Die Wahl des 25-Jährigen rief Unstimmigkeiten mit dem Sadr Anjuman Ahmadiyya über die Interpretation des Testaments Mirza Ghulam Ahmads hervor. Die Auseinandersetzung drehte sich auch um unterschiedliche Interpretationen des Verses 33:40 des Korans, welcher Mohammed als das „Siegel der Propheten“ beschreibt. Die Stellung des Sadr (Vorsitzenden) Anjuman Ahmadiyya und des Kalifats waren strittig. Unter anderen vertrat Maulana Muhammad Ali die Auffassung, dass der Sadr Anjuman Ahmadiyya die Bewegung führen sollte, während Mirza Baschir ud-Din Mahmud Ahmad glaubte, dass der Kalif der Führer wäre und der Vorsitzende des Exekutivrates (Amla). Weitere Auseinandersetzungen drehten sich um die Stellung von Mirza Ghulam Ahmad als Verheißener Messias und Mahdi.
Dieser ungelöste Konflikt führte die Sektion des Sadr Anjuman Ahmadiyya mit Maulana Muhammad Ali und anderen senior members der Ahmadiyya-Bewegung dazu von Qadian nach Lahore umzusiedeln. Sie wurden bekannt unter der Bezeichnung Ahmadiyya Andschuman Ischat-i-Islam Lahore („Lahore-Ahmadiyya-Bewegung für die Verbreitung des Islam“) oder auch in Kurzform als die „Lahoris“.
Maulana Muhammad Ali leitete diese Organisation seit ihrer Gründung 1914, organisierte seine weltweiten missionarischen Aktivitäten und veröffentlichte eine große Menge an Literatur in Englisch und Urdu. Er übersetzte den Koran mit Kommentar sowohl in Englisch und Urdu. Unter seinen englischsprachigen Publikationen waren The Religion of Islam, Muhammad the Prophet, A Manual of Hadith, The New World Order und Living Thoughts of the Prophet Mohammed.

## Werke
- History and Doctrines of the Babi Movement. 1933
- The Religion of Islam. 1936, ISBN 978-0-913321-23-2
- The Holy Quran: Arabic text with English translation and Commentary. 1. Auflage 1917, aktuelle Auflage 2002, ISBN 978-0-913321-01-0
- Bayan-ul-Quran: Urdu translation with extensive commentary.
- A Manual of Hadith.
- Muhammad the Prophet, ISBN 978-0-913321-07-2
- True Conception of the Ahmadiyya Movement, US-Auflage mit Revisionen 1996, ISBN 978-0-913321-28-7, ursprünglich publiziert als 4. Kapitel im Buch Tahrik Ahmadiyya (Urdu) Dez. 1931, in Englisch veröffentlicht in The Ahmadiyya Movement 1966. (PDF)
- The Split in the Ahmadiyya Movement. Neuauflage 1994, ISBN 978-0-913321-26-3